# بيت الزين (الرجم)

تعديل مصدري - تعديل

بيت الزين هي إحدى قرى عزلة الجرادي بمديرية الرجم التابعة لمحافظة المحويت، بلغ تعداد سكانها 71 نسمة حسب تعداد اليمن لعام 2004.